# Liste der belgischen Botschafter in der Demokratischen Republik Kongo
Am 21. Dezember 1961 unterzeichnete der kongolesische Politiker und Separatist Moïse Tschombé das Kitona agreement, ein Abkommen, mit welchem er das Grundgesetz (Loi Fondamentale) anerkannte und die Gendarme aus der Provinz Katanga unter den Befehl von Joseph Kasavubu stellte.
| Ernennung Akkreditierung | Name                              | ernannt von | akkreditiert bei der Regierung | Posten verlassen |
| ------------------------ | --------------------------------- | ----------- | ------------------------------ | ---------------- |
| 30. Juni 1960            | Jean van den Bosch                | Baudouin I. | Joseph Kasavubu                | 14. Sep. 1960    |
| 1. März 1961             | Edouard Longerstaey               | Baudouin I. | Joseph Kasavubu                | 30. Jan. 1962    |
| 2. Apr. 1962             | Charles de Kerchove de Denterghem | Baudouin I. | Joseph Kasavubu                | 31. Mai 1966     |
| 22. Juni 1966            | Paul Bihin                        | Baudouin I. | Mobutu Sese Seko               | 20. Nov. 1969    |
| 21. Nov. 1969            | Jan Vanden Bloock                 | Baudouin I. | Mobutu Sese Seko               | 25. Juni 1974    |
| 11. Juli 1974            | Charles Kerremans                 | Baudouin I. | Mobutu Sese Seko               | 2. Juli 1975     |
| 2. Feb. 1976             | Eugen Rittweger de Moor           | Baudouin I. | Mobutu Sese Seko               | 15. Juni 1980    |
| 14. Juli 1980            | Jean-Paul Van Bellinghen          | Baudouin I. | Mobutu Sese Seko               | 1. Dez. 1983     |
| 6. Jan. 1984             | Luc Putman                        | Baudouin I. | Mobutu Sese Seko               | 20. Dez. 1986    |
| 8. Jan. 1987             | André Onkelinx                    | Baudouin I. | Mobutu Sese Seko               | 31. März 1990    |
| 27. Apr. 1990            | André Adam                        | Baudouin I. | Mobutu Sese Seko               | 18. Aug. 1991    |
| 26. Sep. 1991            | Jean Coene                        | Baudouin I. | Mobutu Sese Seko               | 20. Okt. 1994    |
| 6. Dez. 1994             | Johan Van Dessel                  | Albert II.  | Mobutu Sese Seko               | 10. Aug. 1997    |
| 28. Aug. 1997            | Frank De Coninck                  | Albert II.  | Laurent-Désiré Kabila          | 22. Nov. 2000    |
| 25. Nov. 2000            | Renier Nijskens                   | Albert II.  | Laurent-Désiré Kabila          | 24. Juli 2004    |
| 4. Okt. 2004             | Johan Swinnen                     | Albert II.  | Joseph Kabila                  | 16. Dez. 2008    |
| Feb. 2009                | Dominique Struye de Swielande     | Albert II.  | Joseph Kabila                  |                  |